# Aspazja (imię)
Aspazja – imię żeńskie pochodzenia greckiego. Wywodzi się od słowa ασπаζομαι (aspazomai) oznaczającego "witam serdecznie" i oznacza "serdecznie witana, serdecznie przyjmowana". Jego męskim odpowiednikiem jest Aspazjusz lub Aspazy.
Aspazja imieniny obchodzi 2 stycznia, jako wspomnienie św. Aspazjusza, patrona Melun.
Znane osoby noszące imię Aspazja:
- Aspazja
- Aspasia Manos — żona króla Grecji, Aleksandra I

Postaci fikcyjne:
- Aspazja, narzeczona Mitrydatesa, króla Pontu z wczesnej opery Wolfganga Amadeusa Mozarta